# لاکهید پی-۳۸ لایتنینگ
لاکهید پی-۳۸ لایتنینگ (به انگلیسی: Lockheed P-38 Lightning) یک هواگرد جنگنده تک‌سرنشین دوموتوره دوره جنگ جهانی دوم ساخت شرکت لاکهید در ایالات متحده بود.

## مشخصات فنی
پی-۳۸جِی:
مشخصات عمومی
- خدمه: ۱ نفر
- طول: ۱۱٫۵ متر
- طول بال: ۱۵٫۹ متر
- نیرومحرکه: ۲ × موتور وی۱۲ الیسن وی-۱۷۱۰ با توربوشارژر: هر یک ۱٬۴۲۵ اسب بخار

عملکرد
- حداکثر سرعت: ۶۶۶ کیلومتر بر ساعت

تسلیحات
- ۱ × توپ خودکار ۲۰ میلی‌متری هیسپانو
- ۴ × مسلسل ۰٫۵ اینچی (۱۲٫۷ میلی‌متری) براونینگ
- ۳٬۲۰۰ پوند (۱۴۵۰ کیلوگرم) بمب یا ۱۰ راکت